# Metalinhomoeus tristis
Metalinhomoeus tristis är en rundmaskart. Metalinhomoeus tristis ingår i släktet Metalinhomoeus, och familjen Linhomoeidae. Arten är reproducerande i Sverige.